# 長命寺桜もち
長命寺桜もち（ちょうめいじさくらもち）は、東京都墨田区向島五丁目にある甘味処、和菓子・桜もちの専門店。

## 概要
1717年（享保2年） - 創業者の山本新六が、大川の土手の桜の葉を塩漬けにして、試みに桜もちを考案し、向島の長命寺の門前で売り始めた。
隅田堤（現在の墨堤通り）は、その頃より桜の名所で、花見時には多くの人々が集い、桜もちが喜ばれた。 
桜もちを包んでいる桜の葉は、西伊豆の松崎町で生産されている「オオシマザクラ」の葉を塩漬けにしたもので、塩漬けにしている過程で葉が発酵してクマリンという芳香物質が発生する。
長命寺桜もちの由来
これが、桜餅誕生の由来で、その後、この桜餅はまたたく間に江戸のヒット商品となった。1825年（文政8年）に出された書物には、当時の山本やで消費された桜の葉の数が記録されていて、そこには総数31樽とある。1樽に約2万5千枚が入るので、合計で77万5千枚ということになる。山本やの「桜もち」は当時1つの餅に対して2枚の桜の葉が使われていたので、38万個余りの桜餅が販売された。。

## 営業情報
- 取扱商品 - 桜もち
- 定休日 - 月曜日（変わることがある、営業カレンダーで確認が必要）
- 営業時間 - 午前8時30分 - 午後6時
- 客席 - 1階の店内にあり
- 電話予約 - 桜もちの予約を受ける
- 駐車場 - 無し[1]

## 交通アクセス
- 東武伊勢崎線（東武スカイツリーライン） - 浅草駅より徒歩20分、とうきょうスカイツリー駅より徒歩15分
- 東京メトロ銀座線 - 浅草駅より徒歩20分
- 都営地下鉄浅草線 - 押上駅より徒歩15分

## ギャラリー
- 外観（1927年撮影）
- 1階店内の様子（2007年12月撮影）
- お土産の箱入りと篭入り（2007年12月撮影）
- 箱入りの桜もち（桜の葉が3枚）（2009年3月撮影）
- 桜もち（2009年3月撮影）
- 店内提供の桜もち（2022年4月撮影）
- 店内の様子（2024年1月撮影）